# Крылотычинник
Крылотычинник (также этионема; лат. Aethionema) — род растений семейства Капустные (Brassicaceae).

## Ботаническое описание
Травы или полукустарники. Листья цельные, небольшие, спиральные.
Чашелистики отстоящие, одинаковые. Лепестки белые, розовые, розово-лиловые или желтоватые. Длинные тычинки с крылом на внутренней стороне и с зубцом близ верхушки нити, редко нити тычинок все без крыла и зубца. Боковые тычинки всегда простые. По обе стороны коротких тычинок по одной маленькой медовой желёзке. Завязь сидячая, столбик явственный, рыльце маленькое. Плод — двустворчатый, сжатый с боков стручочек разной формы, от сердцевидной или округлой до продолговато-линейной в зависимости от присутствия или отсутствия крыльев на створках и от формы этих крыльев. Бывает даже на том же растении также плод такой же формы, но меньшей величины, нераскрывающийся, односемянный, без перегородки. Семядоли плоские; зародыш в многосемянных раскрывающихся стручочках спинкокорешковый, в односемянных нераскрывающихся — краекорешковый.

## Виды
Род включает 60 видов:
- Aethionema adiyamanense Yild. & Kiliç
- Aethionema alanyae H.Duman
- Aethionema alidaghenicum Yild.
- Aethionema annuum Yild.
- Aethionema apetalum Yild. & Kiliç
- Aethionema arabicum (L.) Andrz. ex DC. — Крылотычинник арабский
- Aethionema armenum Boiss. — Крылотычинник армянский
- Aethionema bingoelicum Yild. & Kiliç
- Aethionema capitatum Boiss. & Balansa
- Aethionema carlsbergii Strid & Papan.
- Aethionema carneum (Banks & Sol.) B.Fedtsch. — Крылотычинник мясокрасный, или Крылотычинник гребенчатый
- Aethionema compactum (Hartvig & Å.Strid) Yild.
- Aethionema cordatum (Desf.) Boiss.
- Aethionema coridifolium DC.
- Aethionema demirizii P.H.Davis & Hedge
- Aethionema diastrophis Bunge — Крылотычинник складчатый
- Aethionema dincii Yild.
- Aethionema dumanii Vural & Adigüzel
- Aethionema dumelicum Yild.
- Aethionema edentulum N.Busch — Крылотычинник беззубый
- Aethionema erinaceum (Boiss.) Khosravi & Mumm.
- Aethionema ertughrulii Yild.
- Aethionema erzincanum Kandemir & Aytaç
- Aethionema eunomioides (Boiss.) Bornm.
- Aethionema fimbriatum Boiss.
- Aethionema froedinii Rech.f.
- Aethionema gileadense Post
- Aethionema glaucinum Greuter, Burdet, I.A.Andersson, Carlström, Franzén, Karlén & Nybom
- Aethionema grandiflorum Boiss. & Hohen. — Крылотычинник крупноцветковый
- Aethionema heterocarpum J.Gay
- Aethionema huber-morathii P.H.Davis & Hedge
- Aethionema karamanicum Ertugrul & Beyazoglu
- Aethionema kilicii Yild.
- Aethionema lepidioides Hub.-Mor.
- Aethionema levandowskyi N.Busch — Крылотычинник Левандовского
- Aethionema lycium I.A.Andersson, Carlström, Franzén, Karlén & H.Nybom
- Aethionema marashicum P.H.Davis
- Aethionema membranaceum DC. — Крылотычинник перепончатый
- Aethionema munzurense P.H.Davis & Yild.
- Aethionema orbiculatum (Boiss.) Hayek
- Aethionema ozbekii Yild.
- Aethionema papillosum P.H.Davis
- Aethionema retsina Phitos & Snogerup
- Aethionema rhodopaeum D.K.Pavlova
- Aethionema sabzevaricum Khosravi & Joharchi
- Aethionema saxatile (L.) W.T.Aiton typus
- Aethionema schistosum Boiss. & Kotschy — Крылотычинник осыпной
- Aethionema semnanensis Mozaff.
- Aethionema speciosum Boiss. & A.Huet
- Aethionema spicatum Post
- Aethionema stylosum DC.
- Aethionema subulatum (Boiss. & Heldr.) Boiss.
- Aethionema syriacum (Boiss.) Bornm.
- Aethionema thesiifolium Boiss. & Heldr.
- Aethionema thomasianum J.Gay
- Aethionema transhyrcanum (Czerniak.) N.Busch — Крылотычинник загирканский
- Aethionema turanicum Yild.
- Aethionema turcica H.Duman & Aytaç
- Aethionema virgatum (Boiss.) Hedge
- Aethionema yildirimlii Kiliç